# 칸탈리체
칸탈리체(이탈리아어: Cantalice)는 이탈리아 라치오주 리에티도에 위치한 코무네다. 로마로부터 북동쪽 70km, 리에티로부터 북동쪽 8km 거리에 있다.